# Consed
Consed est un programme consacré à la visualisation, l'édition et de finition d'assemblages de séquences d'ADN. Conçu à l'origine pour les assemblages de séquences produits par Phrap, les versions les plus récentes peuvent aussi prendre en charge d'autres programmes d'assemblage tel que Newbler.

## Historique
Consed fut à l'origine développé comme outil d'édition de contigs et de finition dans le cadre du séquençage de cosmides à grande échelle par la méthode de shotgun dans le Projet Génome Humain. Au sein des centres de séquençage, Consed fut utilisé pour la vérification des assemblages générés par Phrap, pour la résolution les problèmes d'assemblage tels que ceux causés par les répétitions ayant un fort pourcentage d'identité  ainsi que pour les tâches de finition tels que le dessin d'amorces et la fermeture de gaps.
Le développement de Consed a continué après l'achèvement du Projet Génome Humain. Les versions actuelles de Consed peuvent gérer des projets de grande envergure ayant des millions de séquences, permettant le traitement de données issus des nouvelles techniques de séquençage tels que le  séquençage 454 ou Solexa. Consed possède également des outils avancés pour des tâches de finition comme le dessin d'amorces automatiques.